# Crack USA: County Under Siege
Crack USA: County Under Siege ist ein US-amerikanischer Dokumentarfilm von Vince DiPersio und Bill Guttentag aus dem Jahr 1989. Er ist Teil der Dokumentarserie America Undercover. 

## Handlung
Der Dokumentarfilm beleuchtet die Crack-Epidemie in den Vereinigten Staaten am Beispiel West Palm Beach, Florida. Es zeigt die Polizeiarbeit, unter anderem wie Süchtige und Dealer mit verdeckten Ermittlern verfolgt werden. Auch Hausdurchsuchungen werden gezeigt. Ebenso werden Interviews mit Süchtigen, ehemaligen Süchtigen  und Dealern geführt. Einer der Höhepunkte des Films ist eine verdeckte Operation mit einem Ermittler, die scheitert. Der Polizist wird am hellsten Tag bedroht und muss fliehen. Der Film endet mit der erfolgreichen Suche nach einem Drogensüchtigen durch Polizei und seine Familie sowie die anschließende Razzia in dem Crackhaus, in dem er gefunden wurde.

## Hintergrund
Crack USA: County Under Siege gehört zur Dokumentarserie America Undercover, die von Home Box Office produziert wurde.
Der Film wurde bei der Oscarverleihung 1990 in der Kategorie Bester Dokumentarfilm für den Oscar nominiert. Für Bill Guttentag war es die zweite Oscarnominierung. 1989 gewann er einen Oscar für You Don’t Have to Die. Zusammen mit Vince DiPersio sollte er für Death on the Job bei der Oscarverleihung 1992 eine dritte Nominierung erhalten. Erneut nominiert wurden beide für Blues Highway.

## Rezeption
Jack Mathews von der Los Angeles Times schrieb, das der Film über weite Strecken wie ein Werbefilm für die Arbeit der Polizei wirke. Zudem sei der Ton sehr reißerisch, zumal man den Schauspieler Joe Mantegna als Sprecher engagiert habe. Der Film sei dennoch „eine schonungslose Anklage gegen ein Rechtssystem, das die Inhaftierung von Drogenhändlern als Handelsbeschränkung zu betrachten scheint.“